# Zentralverband des Kraftfahrzeughandwerks
Der Zentralverband des Kraftfahrzeughandwerks  ist ein vom Bundesministerium für Wirtschaft und Klimaschutz anerkannter Bundesinnungsverband. Nach verschiedenen Vorgängerverbänden kam es aufgrund einer neuen Handwerksordnung 1955 zu einer Neustrukturierung der Handwerksverbände. Innungen, Kreishandwerkerschaften und Handwerkskammern wurden Körperschaften des öffentlichen Rechts. Es entstand der „Zentralverband des Kraftfahrzeughandwerks“ als Dachorganisation der Landesinnungsverbände im Kfz-Gewerbe. Der Verband ist als Bundesinnungsverband eine juristische Person des privaten Rechts und wird durch die Genehmigung des Bundesministeriums für Wirtschaft und Arbeit, jetzt Bundesministerium für Wirtschaft und Klimaschutz, rechtsfähig. Seit Ende der 1970er Jahre haben der ZVK und der Zentralverband Deutsches Kraftfahrzeuggewerbe e. V. (ZDK) aufgrund der sich überschneidenden Mitgliederstruktur eine enge Zusammenarbeit vereinbart. Bis auf Rechtsgeschäfte treten beide Verbände seit Beginn der 1990er Jahre im Bereich der allgemeinen Öffentlichkeitsarbeit und Außendarstellung meist unter dem Namen ZDK gemeinsam auf. Vorstand sind seit 2022 Detlef-Peter Grün (Bundesinnungsmeister), Jeffrey Kilian und Michael Kraft.